# Houlda
Pour les articles homonymes, voir Hulda.
Houlda (חולדה) est un kibboutz dont les débuts de l'implantation remontent à 1907. Ses terrains sont achetés en 1905, et passent directement sous le contrôle du KKL. Un groupe de jeunes ouvriers s'y installent et plantent non loin la Forêt Herzl en 1908. Houlda, situé sur la route reliant Rehovot et le carrefour Nahshon, est fondé par la direction de l'Organisation sioniste, dans le but d'y préparer la jeunesse aux défis matériels de l'implantation.

## Histoire
Lors des émeutes sanglantes de 1929, les masses arabes fondent sur le jeune kibboutz isolé. Le nombre des défenseurs de Houlda s'élève à une trentaine de personnes, qui prennent position dans la cour du kibboutz cernée d'une muraille peu élevée. Les Arabes incendient les terrains agricoles alentour et la Forêt Herzl. Les membres de Houlda doivent quitter la cour ; ils résistent depuis leur position de recul, installée dans un bâtiment du kibboutz à deux étages. Bien que leur commandant Ephraïm Tchizik soit tué, ils poursuivent le combat. Durant la même nuit[évasif], policiers arabes et soldats britanniques les obligent finalement à abandonner leur position. Les bâtiments du kibboutz sont alors pillés et incendiés sauvagement. La survie des membres de Houlda reste dans l'histoire d'Israël du domaine du miracle.
En novembre 1930, des jeunes issus du mouvement Gordonia se réinstallent sur le lieu en ruine. À l'endroit où fut tué Tchizik, ils dressent un mausolée en son souvenir, visible encore aujourd'hui. La Haganah utilise Houlda comme centre d'entraînement militaire. Durant la guerre israélo-arabe de 1948, le kibboutz servira de base lors des attaques contre la position de Latroun.